# Thompson Glacier
Thompson Glacier är en glaciär i Antarktis. Den ligger i Östantarktis. Australien gör anspråk på området. Thompson Glacier ligger 128 meter över havet.
Terrängen runt Thompson Glacier är varierad. Havet är nära Thompson Glacier åt nordväst. Trakten är obefolkad. Det finns inga samhällen i närheten.